# یاماتو (مردم)
مردم یاماتو (به ژاپنی: 大和, やまと) و (به انگلیسی: Yamato people) به صورت عمومی، معنای ژاپن و مردمان ژاپن را با خود دارد. یاماتو در اصل نام مناطق اطراف شهر ساکورایی در استان نارا در ژاپن امروز بوده است. این نام بعدها به روی همان استان گذاشته شد و همچنین به عنوان نام باستانی کشور ژاپن به کار رفت. این واژه به صورت عمومی، معنای ژاپن و مردم ژاپن را با خود دارد.